# Koszovói labdarúgó-szövetség
A koszovói labdarúgó-szövetség (albánul: Federata e Futbollit e Kosovës, szerbül: Фудбалски савез Косова / Fudbalski savez Kosova) Koszovó nemzeti labdarúgó-szövetsége. 1946-ban alapították és sokáig a jugoszláv labdarúgó-szövetséghez tartozott. A szövetség szervezi a koszovói labdarúgó-bajnokságot, működteti a koszovói labdarúgó-válogatottat. Székhelye: Pristinában található.